# (1242) Zambesia
(1242) Zambesia est un astéroïde de la ceinture principale découvert le 28 avril 1932 par l'astronome sud-africain Cyril V. Jackson. Son nom provient du fleuve Zambèze.

## Historique
Le lieu de découverte, par l'astronome sud-africain Cyril V. Jackson, est Johannesburg (UO).
Sa désignation provisoire, lors de sa découverte le 28 avril 1932, était 1932 HL.

## Caractéristiques
Sa distance minimale d'intersection de l'orbite terrestre est de 1,237 740 ua.